# أوجة
أُوجَة (بالهندستانية: اوݘ) من مدن بُنْجَابِ باكستانَ التاريخية. زارها ابنُ بطوطةَ وفيها قال: «مدينة كبيرة على نهر السند لها أسواق حسنة وعمارة جيدة.»